# منتخب قطر لكرة قدم الصالات
منتخب قطر لكرة قدم الصالات هو ممثل قطر الرسمي في المنافسات الدولية في كرة الصالات
.